# Jacques le Fataliste et son maître
Jacques le Fataliste et son maître est un récit de voyage entremêlé de dialogues philosophiques entre Jacques et son maître. Denis Diderot en a travaillé l'écriture de 1765 jusqu'à sa mort en 1784.
L'œuvre paraît initialement en feuilleton dans la Correspondance littéraire de Melchior Grimm entre 1778 et 1780.
Elle a fait l'objet de nombreuses éditions posthumes, dont la première en France en 1796. Avant cette publication, Jacques le Fataliste sera connu en Allemagne grâce, notamment, aux traductions de Schiller (traduction partielle en 1785) et Wilhelm Christhelf Sigmund Mylius (1792).
Ce roman complexe par son mélange des genres, ses digressions et sa rupture de l'illusion romanesque est sans doute l'œuvre de Diderot la plus commentée. L'auteur puise pour partie son inspiration dans un ouvrage de Laurence Sterne, paru quelques années auparavant (1759-1763) et qu'il évoque vers la fin du livre dans un paragraphe soi-disant « copié de la vie de Tristram Shandy » . Il se situe aussi dans la ligne picaresque du roman de Miguel de Cervantes paru près de deux siècles plus tôt, racontant les pérégrinations et conversations farfelues des inséparables Don Quichotte et son écuyer Sancho Panza. Ceux-ci sont d'ailleurs évoqués dans le récit et Jacques est décrit comme « un grand homme sec » et « une espèce de philosophe ».

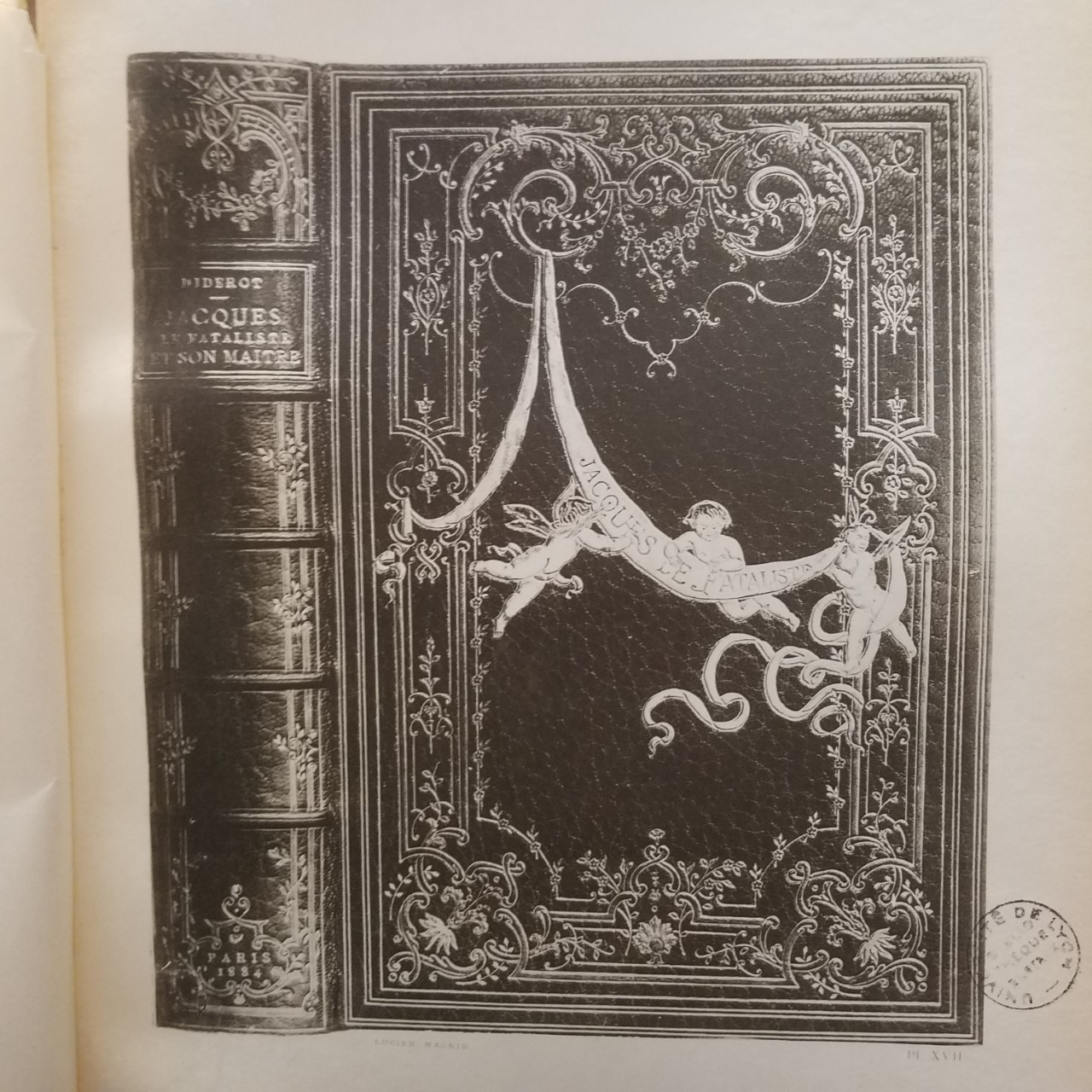
Jacques le Fataliste, Paris, Société des Amis des Livres, 1884, in-4°. Ici, dans une reliure d'époque de Lucien Magnin.

## Récit et structure
Dès le départ, le narrateur nie qu'il soit en train d'écrire un roman: 

« Il est bien évident que je ne fais pas un roman, puisque je néglige ce qu’un romancier ne manquerait pas d’employer. Celui qui prendrait ce que j’écris pour la vérité serait peut-être moins dans l’erreur que celui qui le prendrait pour une fable. »

Multipliant les invraisemblances, tout comme les interruptions oiseuses d’un narrateur omniprésent, le roman parodie ouvertement les poncifs du genre, interpellant son lecteur et multipliant les digressions par rapport au fil narratif principal. L'incipit du roman, demeuré célèbre, donne le ton : 

« Comment s’étaient-ils rencontrés ? Par hasard, comme tout le monde. Comment s’appelaient-ils ? Que vous importe ? D’où venaient-ils ? Du lieu le plus prochain. Où allaient-ils ? Est-ce que l’on sait où l’on va ? Que disaient-ils ? Le maître ne disait rien ; et Jacques disait que son capitaine disait que tout ce qui nous arrive de bien et de mal ici-bas était écrit là-haut. »

Toutefois, le récit comporte une trame narrative dans laquelle s'entremêlent plusieurs éléments. Dès l'abord, le thème du voyage, très populaire au XVIIIe siècle, est présenté comme le thème principal, car c’est par là que commence l’histoire : les deux protagonistes voyagent pour « affaires ». La seule indication temporelle, donnée au début, situe l’action vingt ans après la bataille de Fontenoy, soit en 1765, mais cette indication n’a rien de définitif car elle est suivie de nombreuses incohérences. On ne peut pas déterminer la durée de ce voyage, peut-être entre huit et onze jours, ni l'endroit où il se déroule : la ville de Conches est mentionnée, mais sans qu'on sache s'il s'agit de Conches-en-Ouche ou de Conches-sur-Gondoire. Si l’on s’en tient à ce thème du voyage, on s’aperçoit d'ailleurs qu’il est en réalité presque vide de toute action, l'auteur brouillant sans cesse les fils narratifs abordés, tant pour ce qui est du « thème principal » que pour la date et le but du voyage en question.
Jacques, qui voyage en compagnie de son maître, possède une personnalité plus complexe que celle d'un valet de comédie : il est bavard mais aussi quelque peu philosophe (« une espèce de philosophe »). Pour tromper l’ennui du voyage, il promet à son maître de lui raconter ses aventures amoureuses, ce qui constitue le fil principal du récit, le Maître priant continuellement Jacques de lui narrer ses amours. Toutefois, son récit est sans cesse interrompu soit par son maître, soit par des interventions ou incidents extérieurs, soit par des histoires  enchâssées qui viennent se greffer sur le récit initial comme dans le roman picaresque. Le Maître se plaint ainsi que son valet ait deviné la suite de son histoire : « Tu vas anticipant sur le raconteur, et tu lui ôtes le plaisir qu’il s’est promis de ta surprise ; en sorte qu’ayant, par une ostentation de sagacité très déplacée, deviné ce qu’il avait à te dire, il ne lui reste plus qu’à se taire, et je me tais. ». 
Décrit par le narrateur lui-même comme « une insipide rapsodie de faits les uns réels, les autres imaginés, écrits sans grâce et distribués sans ordre », le roman n’est pas construit autour d'un thème unique ou d'un seul récit, mais à partir d'une prolifération de récits annexes racontés par Jacques (histoires de son capitaine, de Pelletier, du Père Ange), par son maître (histoire de Desglands) ou par d’autres personnages (telles l'histoire de Mme de La Pommeraye considérée comme « une des plus hautes réussites du roman » et celle du Père Hudson, également célèbre et très développée). Il y a aussi des histoires généralement brèves racontées par le narrateur lui-même, telles l'histoire de Gousse et celle du poète de Pondichéry. 
Le lecteur est parfois pris à partie et intégré à la fiction : « Mais, pour Dieu, l’auteur, me dites-vous, où allaient-ils ?… Mais, pour Dieu, lecteur, vous répondrai-je, est-ce qu’on sait où l’on va ? Et vous, où allez-vous ?. » Le narrateur peut aussi se dédoubler en narrateur-spectateur et en narrateur-lecteur. Il est nourri d'une vaste tradition livresque remontant à Rabelais et Anacréon ainsi que par une précieuse gourde souvent remplie de vin : « À chaque fois que son maître interrompait son récit par quelque question un peu longue, il détachait sa gourde, en buvait un coup à la régalade. ». 
Diderot se sert parfois de l’histoire interne et des récits annexes pour convoquer des personnages réels, tels Pierre Le Guay de Prémontval, un mathématicien contemporain, et sa femme Marie Anne Victoire Pigeon. En outre, « l'histoire du poète de Pondichéry, celle du fiacre versé, celle du chien qui joue les amoureux transis sous la fenêtre de sa belle, la mésaventure du Père Hudson sont apparues dans sa correspondance. »
La véritable chute du roman semble être l’arrivée du Maître chez la mère nourricière du fils dont il a endossé la paternité. Les amours de Jacques s’achèvent différemment selon les trois versions de la fin. Diderot, même s’il se refuse à écrire un roman structuré et chronologique, a tout de même fait aboutir Jacques à une sorte de conclusion de son récit, puisqu’il se marie avec Denise, la fille dont il était épris.
L’intérêt du roman ne réside pas seulement dans les divers récits, mais aussi dans les apartés qu’y insère l'auteur pour cautionner ou non une position morale (tel le jugement sur La Pommeraye par le Maître), pour donner une opinion (sur le théâtre de Molière ou de Goldoni), pour laisser Jacques exprimer son empathie envers les malheureux ou pour apostropher le lecteur. Le narrateur discute aussi des pressentiments pour en démontrer l'absence de fondement, évoque l'évolution des mœurs — « Chaque vertu et chaque vice se montrent et passent de mode »  —, critique les rapports entre maîtres et serviteurs « Je suis bien aise de savoir que vous êtes humain ; ce n’est pas trop la qualité des maîtres envers leurs valets » et met en scène un large éventail de positions sociales : médecin, aubergiste, militaire, prêtre, bourreau, poète, contrebandier, brocanteur, commerçant, etc.
Outre sa critique sociale, Diderot donne une large place à la réflexion philosophique sur la notion de fatalisme : « Philosophique et moral, le fatalisme fait pour sa part référence aux grands débats des siècles classiques où sont en cause Dieu, l’ordre du monde, la liberté de la créature et la signification du mal. » Profondément influencé par l'ouvrage de Spinoza, que son capitaine « savait par cœur », Jacques pense que le monde est régi par le fatalisme et affirme que les événements sont déterminés d'avance et non par le libre-arbitre : « Tout a été écrit à la fois. C’est comme un grand rouleau qu’on déploie petit à petit ». Une action peut cependant modifier la fin qui nous attend. C’est donc une forme de déterminisme mais qui n'est pas absolu : « Si tout est écrit sur le grand rouleau, tout n'y est pas écrit d'avance mais s'y inscrit au fur et à mesure, chaque acte modifiant un tracé que nous ne pouvons connaître d'avance. »

Si Diderot utilise le mot « fatalisme », c’est parce que le terme « déterminisme » ne rentrera dans la langue que quelques années après sa mort. Loin de fournir une position philosophique bien nette sur la question, Diderot s'exprime avec 

« une ambiguïté qui, à nos dépens et à notre profit, touche des questions graves prises dans les rets du rire. Le ton est bien celui d’une indécidable raillerie ou, pour reprendre un terme d’époque, c’est celui du persiflage — dans ce cas précis et privilégié, d’un persiflage « philosophique », c’est-à-dire ne séparant jamais la mystification dont le lecteur est à la fois l’acolyte et la victime, de la démystification éclairante, parfois, et ironique, à tout coup, qui l’accompagne comme son double. »

## Publication
Le roman a d'abord paru en un feuilleton de 15 épisodes dans la Correspondance littéraire de son ami Grimm, de novembre 1778 à juin 1780. En juillet 1780, il s'y ajoute quatre « Additions faites à Jacques le Fataliste ». En avril 1786, soit deux ans après la mort de Diderot, la même revue publie une vingtaine de fragments supprimés sous le titre « Lacunes de Jacques le fataliste ». L'œuvre ne paraît de façon complète qu'en 1796, en deux tomes chez Buisson.

## Réception
Lors de sa publication, le livre dérouta les critiques de La Décade philosophique et du Mercure de France, irrités par les « bavardages » de Jacques. Cette incompréhension a duré longtemps. Émile Faguet (1847-1916), auteur d'une Histoire de la littérature française, qualifiait ce roman d’« invraisemblable macédoine ». La critique a souvent aussi été rebutée par des aspects licencieux ou le matérialisme affiché du philosophe : 

« La réception morale et philosophique du texte a très longtemps occulté ses aspects formels, à tel point que jusque dans les années 1950, les critiques l’ont considéré presque unanimement « comme une œuvre d’improvisation, comme un ouvrage sans structure ». »

Depuis, sa réhabilitation est complète. On estime cependant que pour être pleinement apprécié, cet ouvrage a besoin d'un « lecteur postmoderne avisé, critique et ouvert à la fois, doué d’esprit ludique, fin connaisseur des problèmes esthétiques de la littérature, en somme possédant précisément les traits du lecteur prévu par le texte diderotien. »
Le critique américain Andrew Curran estime que ce roman est « le plus joyeux, le plus léger et peut-être le livre plus profond de Diderot. »

## Adaptations

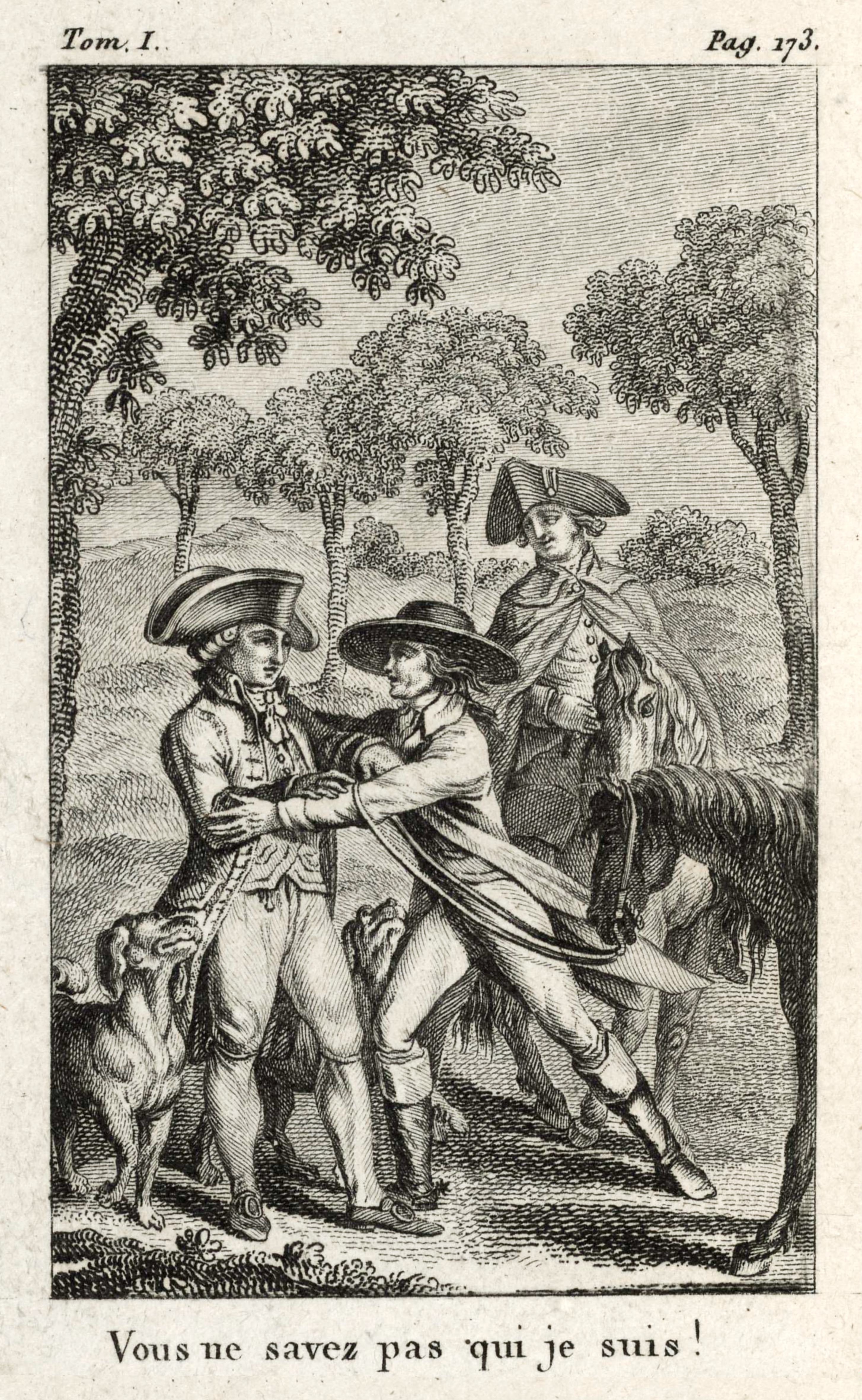
La reconnaissance
— je vous dois la vie, et je ne saurais trop vous en remercier.
— Vous ne savez pas qui je suis.
— N’êtes-vous pas le citoyen officieux qui m’a secouru, qui m’a saigné et qui m’a pansé, lorsque mon cheval….

Jacques le Fataliste est l’œuvre de Diderot la plus adaptée, en totalité ou en partie.
- Les Intrigues de Madame de La Pommeraye (Die Intrigen der Madame de La Pommeraye), Fritz Wendhausen, 1922.
- Le cinéaste Robert Bresson a réalisé en 1945 le film Les Dames du bois de Boulogne, d’après un épisode de Jacques le Fataliste, l’histoire de Madame de La Pommeraye. Les dialogues du film ont été écrits par Jean Cocteau.
- Pierre Cardinal adapte le roman pour la télévision en 1963, avec Jean Parédès, Jacques Castelot, Madeleine Renaud, Claude Gensac et Marie Dubois.
- Milan Kundera en a fait une pièce en trois actes en 1981 sous le titre Jacques et son maître. Dans l'Art du roman, Kundera s’appuie sur Jacques le Fataliste qu’il tient pour l’un des chefs-d’œuvre fondateurs du genre.
- Adaptation télévisée réalisée par Claude Santelli, diffusée le 19 décembre 1984, avec Patrick Chesnais, Guy Tréjan, François Périer, Henri Virlojeux.
- Pièce de théâtre intitulée Suite royale de Francis Huster jouée en 1992 au Théâtre Marigny.
- Le cinéaste français Antoine Douchet l'adapte en 1993, avec Serge Riaboukine, Joel Demarty, etc.
- En 2006, Étienne Chambaud et David Jourdan ont écrit Économie de l’abondance ou La courte vie et les jours heureux, une nouvelle aventure de Jacques le Fataliste, construite sur la découverte par Jacques du Shmoo (satire du dessinateur américain Al Capp).
- Jacques le Fataliste, adapté par Roland Ravez et Daniel Scahaise, mis en scène par Daniel Scahaise, avec Jaoued Deggouj (Jacques), Jean-Henri Compère (son maître), au Théâtre de la Place des Martyrs à Bruxelles du 10 janvier au 17 février 2007.
- La Tectonique des sentiments d’Éric-Emmanuel Schmitt est en partie inspiré de Jacques le Fataliste.
- Jacques le Fataliste, adaptation et mise en scène de Jean Lambert, mis en scène par Daniel Scahaise, avec Jean-Pierre Baudson et Patrick Donnay au Théâtre national de Belgique à Bruxelles Présenté en 2011 du 15 février au 5 mars puis à nouveau du 14 au 23 mars 2013[25].
- Mademoiselle de Joncquières d'Emmanuel Mouret est un long-métrage sorti en 2018, avec Édouard Baer et Cécile de France, tiré, comme le film de Robert Bresson, de l'histoire de la Madame de La Pommeraye.
- Jacques le fataliste de Jonathan Lessard est une application mobile interactive produite sous la forme d'une œuvre hypertextuelle[26].

## Études et ouvrages cités
- Mihaela Chapelan, « Jacques le fataliste et son maitre une relecture postmoderne », Dix-huitième siècle, no 41,‎ 2009, p. 487-500 (lire en ligne)
- Pierre Chartier, « Le Pouvoir des fables ou la vérité selon Jacques », Recherches sur Diderot et sur l’Encyclopédie, no 30,‎ 2001, p. 47-64 (lire en ligne).
- (en) Andrew S. Curran, Diderot and the art of thinking freely, New York, Other Press, 2019
- Laurence Daubercies, « Jacques le Fataliste entre romanesque et anti-roman. Une parodie des effets de réel du récit de voyage au XVIIIe siècle », 2012
- Béatrice Didier, « “Je” et subversion du texte. Le Narrateur dans Jacques le Fataliste », Littérature, no 48,‎ 1982, p. 92-105 (lire en ligne).
- Jan Herman, « L’intérêt romanesque et les aventures poétiques de Jacques le fataliste », Études françaises, vol. 49, no 1,‎ 2013, p. 81-100 (lire en ligne).
- Raymond Trousson, Denis Diderot ou le vrai Prométhée, Paris, Tallandier, 2005

## Livre audio
- Denis Diderot (auteur) et Didier Bezace (narrateur), Jacques le Fataliste et son maître, Vincennes, Frémeaux & Associés, 11 septembre 2008 (ISBN 978-2-84468-101-0, BNF 41349115)Support : trois disques compacts audio ; durée : 2 h 33 min environ ; référence éditeur : FA 8101.